# Los Angeles Rams
Los Angeles Rams (en español, Carneros de Los Ángeles) son un equipo profesional de fútbol americano de los Estados Unidos con sede en el área metropolitana de Los Ángeles, California. Compiten en la División Oeste de la Conferencia Nacional (NFC) de la National Football League (NFL) y disputan sus encuentros como locales en el SoFi Stadium, ubicado en la ciudad californiana de Inglewood.
La franquicia fue establecida en 1936 en Cleveland (Ohio) con el nombre de Cleveland Rams. En 1946 se mudaron a Los Ángeles y en 1995 a San Luis (Misuri), donde fueron conocidos como St. Louis Rams antes de regresar nuevamente a California en 2016.
A lo largo de su historia los Rams han ganado dos Super Bowl (XXXIV y LVI), dos campeonatos de la NFL (1945 y 1951), ocho títulos de conferencia y diecinueve títulos de división. Son la única franquicia de la NFL que ha sido campeona representando a tres ciudades distintas.

## Historia

### 1936-1945: Los Cleveland Rams
La franquicia fue fundada en 1936 por Homer Marshman y Ramon Wetzel en la ciudad de Cleveland, Ohio. Después de disputar una temporada en la American Football League, los Rams se incorporaron a la National Football League en 1937. Parker Hall fue nombrado jugador más valioso de 1939. Dan Reeves y Fred Levy Jr. compraron el equipo en 1941. No jugaron las temporadas 1943 y 1944 debido a la Segunda Guerra Mundial, En su regreso a la NFL en 1945, los Rams lograron su primer campeonato con una marca de nueve victorias y una derrota, mientras que por el mariscal de campo Bob Waterfield fue nombrado jugador más valioso.

### 1946-1994: Primera etapa en Los Ángeles
Los Rams se mudaron a Los Ángeles en el año 1946, siendo el primer equipo profesional de grandes ligas en instalarse en California junto con Los Angeles Dons de la AAFC. Como parte del contrato para utilizar el Los Angeles Memorial Coliseum, los Rams firmaron con dos jugadores negros: Kenny Washington y Woody Strode, siendo los primeros en la NFL desde 1933. 
Los Rams se coronaron campeones en 1951 y perdieron las finales de 1949, 1950 y 1952. En 1948, los Rams comenzó a utilizar cascos decorados con cuernos de carnero, pintados por el jugador Fred Gehrke, siendo el primer equipo profesional de fútbol americano en hacerlo. En 1950 absorbió a Los Angeles Dons, mientras que fue el primer equipo de NFL en tener todos los partidos emitidos por televisión.
Los Rams volvieron a perder la final del campeonato de 1955. Sin embargo, salvo en 1958, obtuvieron saldo negativo de victorias en la década siguiente. La mala racha se cortó en 1966, cuando George Allen asumió como entrenador en jefe. Ganaron la división en 1967 y 1969, aunque perdieron la final de conferencia en ambas oportunidades. Deacon Jones fue nombrado mejor jugador defensivo de 1967 y 1968, mientras que Roman Gabriel fue nombrado jugador más valioso de 1969. En 1972, Robert Irsay compró el equipo y lo transfirió a Carroll Rosenbloom, intercambiándolo con los Baltimore Colts.
Chuck Knox fue entrenador en jefe de los Rams desde 1973 hasta 1977. Bajo su mando, campeones de división en todas las temporadas, aunque perdió las tres finales de conferencia que disputó. Ray Malavasi lo relevó en 1978, alcanzando la final de conferencia. En 1979 clasificó al Super Bowl XIV, donde perdió el campeonato ante los Pittsburgh Steelers. Luego tuvieron dos temporadas con un saldo negativo de victorias, tras lo cual despidieron a Malavasi. En 1979, Rosenbloom murió y su esposa Georgia Frontiere asumió el control. En 1980 el equipo se trasladó a Anaheim, debido a que se rechazó la petición de remodelar el Los Angeles Memorial Coliseum.
Los Rams contrataron a John Robinson como entrenador en jefe para la temporada 1983. Clasificaron a las postemporada cuatro años consectuvos, alcanzando la final de conferencia en 1985. En 1987 tuvieron saldo negativo de victorias, en 1988 quedaron eliminado en el partido de wild card, y en 1989 alcanzaron la final de conferencia.
El equipo resultó tercero en su división en 1990 y último las siguientes cuatro temporadas. Esto provocó que no lograran agotar las entradas en el Anaheim Stadium, lo que a su vez provocaba que dichos partidos no se emitieran por televisión en el sur de California, lo que reducía aún más el prestigio y la popularidad del equipo.

### 1995-1998: Traslado a San Luis
Frontiere decidió mudar los Rams a St Louis, Missouri para la temporada 1995. Para ello debió superar la oposición inicial de los demás dueños de equipos de la NFL. Durante el proceso, Stan Kroenke compró el 30% de las acciones del equipo.
Los Rams siguieron con saldo negativo de victorias, 

### 1999-2004: «The Greatest Show on Turf»

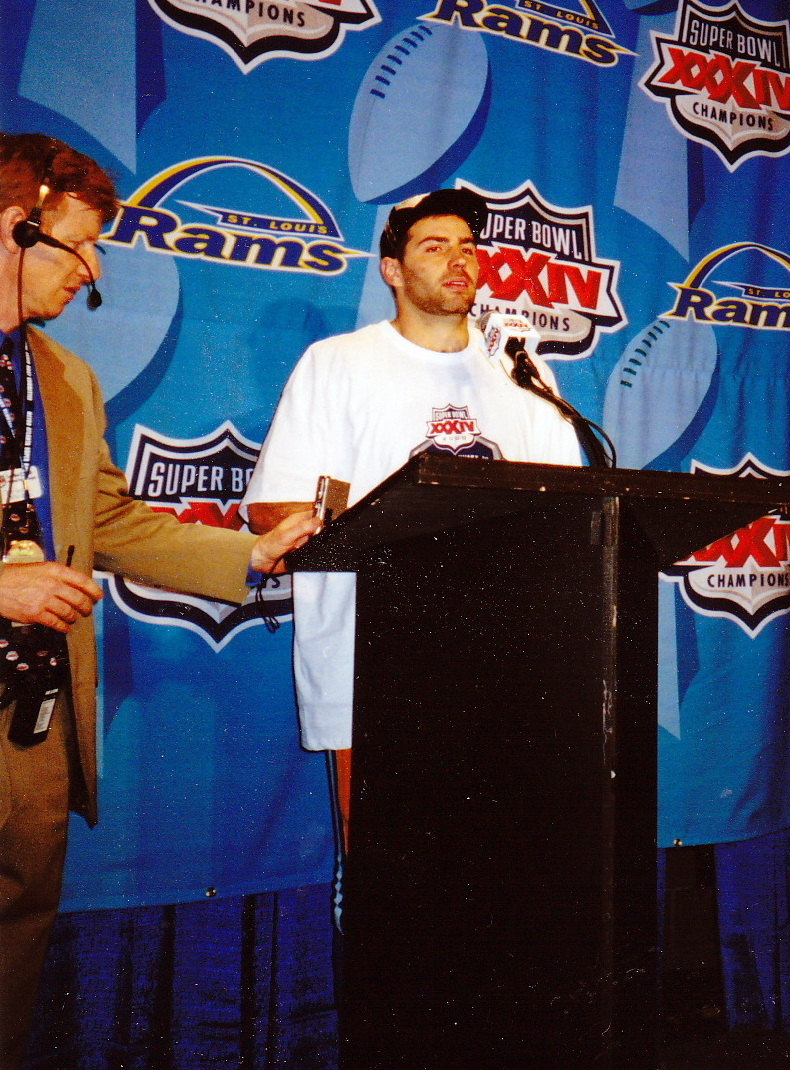
Kurt Warner llevó a los Rams al primer título de Super Bowl de su historia.

En 1999 los Rams ficharon al quarterback Trent Green como agente libre. Sin embargo, durante la pretemporada, Green sufrió una grave lesión de rodilla que le haría perderse toda la temporada. Kurt Warner se convirtió en el quarterback titular y llevó a los Rams a un 13-3 de balance y a su primera clasificación para Playoffs como equipo de San Luis. El equipo lideró la liga en yardas totales y puntos anotados. Ese estilo ofensivo recibió el sobrenombre de «The Greatest Show on Turf». Warner, que el año anterior era el tercer QB del equipo, fue nombrado MVP de la Temporada. En los Playoffs eliminaron a los Minnesota Vikings en la ronda divisional y a los Tampa Bay Buccaneers en la final de la NFC, clasificándose para la Super Bowl veinte años después. En el Super Bowl XXXIV los Rams derrotaron a los Tennessee Titans 23-16 con un placaje decisivo del linebacker Mike Jones en la última jugada del partido.
Tras la victoria en la Super Bowl, el entrenador jefe Dick Vermeil anunció su retirada y fue sustituido por el hasta entonces coordinador ofensivo, Mike Martz. Los Rams lideraron nuevamente la NFL en puntos y yardas en 2000 y el running back Marshall Faulk ganó el premio al MVP, pero no pudieron revalidar su título al ser eliminados a las primeras de cambio por los New Orleans Saints.
En 2001, los St. Louis Rams firmaron la mejor temporada de la historia de la franquicia (14-2) y, por tercera campaña consecutiva, fueron el mejor equipo de la liga en el apartado ofensivo. Kurt Warner logró su segundo MVP y los Rams se clasificaron para su segunda Super Bowl en tres años tras eliminar en postemporada a los Green Bay Packers y a los Philadelphia Eagles. A pesar de llegar a la Super Bowl XXXVI como favoritos por catorce puntos según la línea de Las Vegas, fueron derrotados ante los New England Patriots con un field goal en el último segundo anotado por Adam Vinatieri.

### 2005-2015: Mediocridad
En la década siguiente, los Rams tuvieron saldo negativo de victorias salvo en 2006, cuando tuvieron ocho victorias y ocho derrotas, y no clasificaron a la postemporada. En 2010, Stan Kroenke compró la totalidad de las acciones del equipo. La NFL lo obligó a deshacerse de todos sus negocios deportivos en Denver (Denver Nuggets, Colorado Avalanche, Colorado Rapids, Pepsi Center y Altitude).
El 12 de enero de 2016, durante una junta con los propietarios de los equipos de la NFL en Houston, Texas, los propietarios votaron 30-2 para que los Rams retornaran a Los Ángeles en dicha temporada.

### 2016-presente: Regreso a Los Ángeles
De cara a su temporada de regreso a Los Ángeles, los Rams hicieron un traspaso con los Tennessee Titans para adquirir la primera elección global del Draft de 2016. Emplearon ese pick en Jared Goff, quarterback de California. El equipo comenzó 2016 con un sorprendente registro de 3-1, pero sólo ganaron un partido más en lo que restaba de campaña, finalizando 4-12. Jeff Fisher fue despedido en la semana 14 y fue sustituto interinamente por John Fassel.
Para 2017 los Rams contrataron a Sean McVay, hasta entonces coordinador ofensivo de los Washington Redskins, como nuevo entrenador jefe. Con 30 años y 354 días, McVay se convirtió en el head coach más joven de la historia moderna de la NFL. Bajo la dirección del nuevo técnico, los Rams fueron el mejor equipo ofensivo de la NFL y ganaron su primer título de división en catorce años, lo que supuso su primera clasificación para Playoffs desde 2004. Los Rams fueron eliminados por los Atlanta Falcons en la ronda de wild cards.
En 2018 los Rams ganaron su segundo título de la NFC Oeste consecutivo, algo que la franquicia no conseguía desde la década de 1970. Los angelinos, con un registro de 13-3, fueron el mejor equipo de la NFL empatados con los New Orleans Saints. Tras eliminar a los Dallas Cowboys en la ronda divisional y a los Saints en el NFC Championship Game, lograron su primer título de conferencia desde 2001, cuando jugaban en San Luis. En la Super Bowl LIII fueron derrotados 3-13 por los New England Patriots, el mismo rival que los venció en la Super Bowl XXXVI.
2019, la última temporada para los Rams en el Coliseum de Los Ángeles, fue un año decepcionante. Terminaron con una marca de 9-7 en el tercer lugar de la NFC Oeste y fuera de los Playoffs.
Para la temporada de 2020, coincidiendo con su mudanza al SoFi Stadium, los Rams cambiaron su imagen corporativa, incluyendo nuevos logotipos, colores y equipaciones. Estrenaron su nueva casa el 13 de septiembre de 2020 en un Sunday Night Football contra los Dallas Cowboys. Debido a la pandemia de COVID-19, todos los partidos de ese año de los Rams en casa se diputaron a puerta cerrada.
En 2021 los Rams traspasaron a Jared Goff y dos picks de primera ronda de los Drafts de 2022 y 2023 a los Detroit Lions a cambio de Matthew Stafford. A mitad de temporada incorporaron a Von Miller y Odell Beckham Jr. El equipo ganó su segundo título de división seguido con un registro de 12-5. Ese año Cooper Kupp lideró la NFL en recepciones, yardas recibidas y touchdowns. Durante la postemporada, los Rams eliminaron a los Arizona Cardinals en la ronda de wild cards, a los Tampa Bay Buccaneers en la ronda divisional y a los San Francisco 49ers en la final de conferencia, convirtiéndose así en el segundo equipo de la historia de la NFL en disputar la Super Bowl en su estadio. En la Super Bowl LVI se enfrentaron a los Cincinnati Bengals, a los que derrotaron 20-23. Los Rams lograron así el segundo título de Super Bowl de su historia y el primero para la ciudad de Los Ángeles desde el que lograron Los Angeles Raiders en 1983.

## Estadio

### Antiguos terrenos de juego
- Cleveland Stadium (1936-1937, 1939-1941)
- League Park (1937, 1942, 1944-1945)
- Shaw Stadium (1938)
- Los Angeles Memorial Coliseum (1946-1979, 2016-2019)
- Anaheim Stadium (1980-1994)
- Busch Memorial Stadium (1995)
- The Dome at America's Center (1995-2015)

### SoFi Stadium

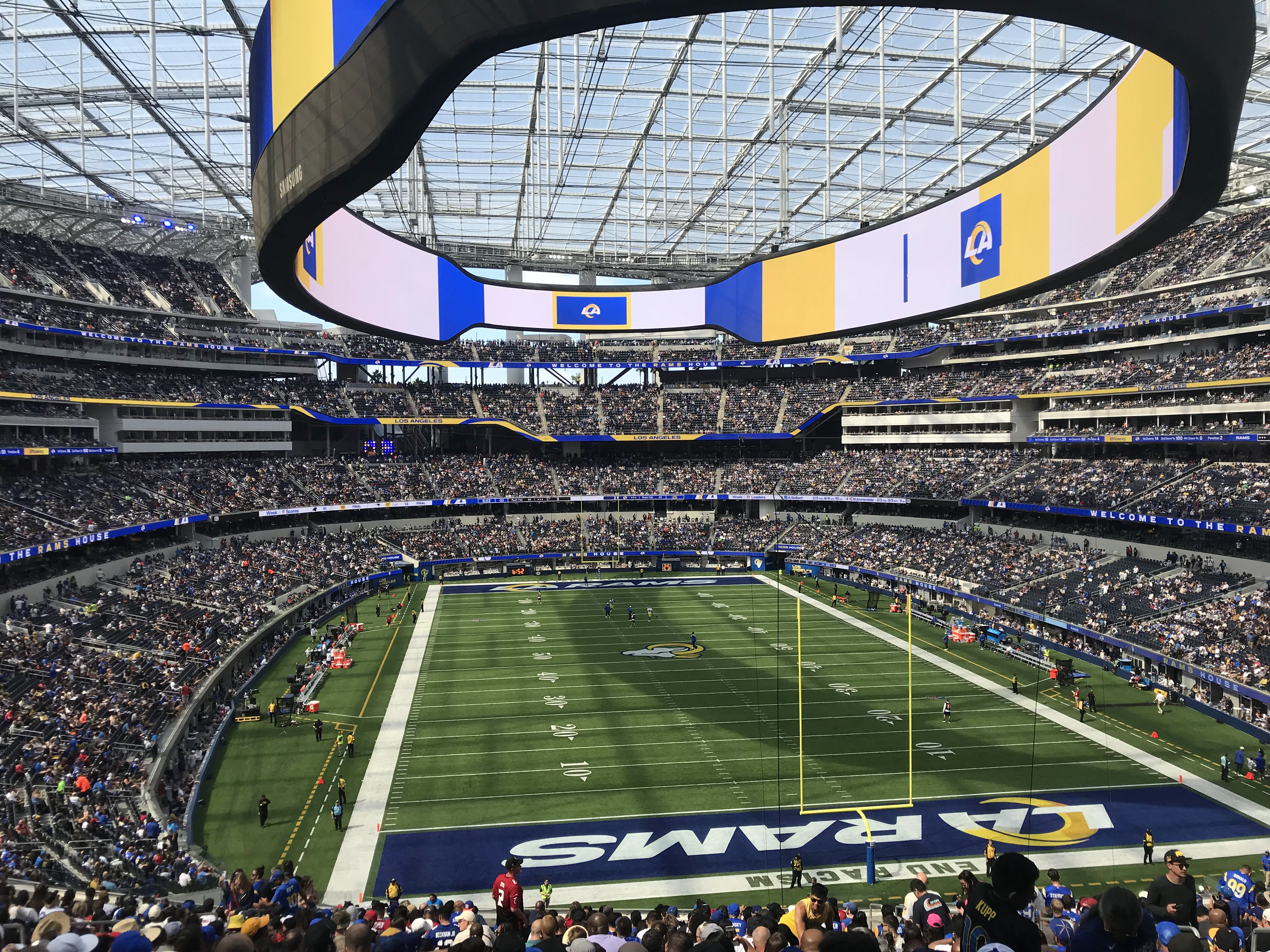
El SoFi Stadium, estadio de los Rams desde 2020.

Los Rams juegan en el SoFi Stadium desde 2020. Está ubicado en la ciudad de Inglewood, dentro del área metropolitana de Los Ángeles. Es un estadio cubierto y cuenta con capacidad para 70.240 espectadores.

## Jugadores

### Números retirados
| Números retirados por Los Angeles Rams |                 |        |           |                          |
| N.º                                    | Jugador         | Puesto | Periodo   | Fecha                    |
| 7                                      | Bob Waterfield  | QB     | 1945-1952 | 1952                     |
| 28                                     | Marshall Faulk  | RB     | 1999-2005 | 21 de diciembre de 2007  |
| 29                                     | Eric Dickerson  | RB     | 1983-1987 |                          |
| 74                                     | Merlin Olsen    | DE     | 1962-1976 |                          |
| 75                                     | Deacon Jones    | DE     | 1961-1971 | 27 de septiembre de 2009 |
| 78                                     | Jackie Slater   | OT     | 1976-1995 | 1996                     |
| 80                                     | Isaac Bruce     | WR     | 1994-2007 | 31 de octubre de 2010    |
| 85                                     | Jack Youngblood | DE     | 1971-1984 | 1996                     |